# Akdepe
Akdepe (42°03′N 59°24′E / 42.05, 59.4)es una localidad de la provincia de Daşoguz, en Turkmenistán, capital del distrito homónimo. En 2011 tenía una población de 14 177 habitantes.
Los distritos de Akdepe y Daşoguz son los únicos de la provincia cuyo acceso no está restringido por el gobierno.